# Lengyel Zsigmond
Lengyel Zsigmond (Hodász (Szatmár megye), 1815. április 18. – Debrecen, 1887. május 12.) református főiskolai tanár.

## Élete
Lengyel János és Sebők Anna közrendű szülők fia. Debrecenben végezte iskoláit, ahol 1832-ben lépett a felső osztályba és 1842-43-ban főiskolai senior volt. 1853 júniusában az egyházkerületi gyűlésen megválasztották gimnáziumi tanárnak; 1855 októberében a tanítóképzőbe helyezték át; 1862. augusztus 7-én visszatért a latin és görög irodalmi tanszékre a gimnáziumhoz. 1874-től akadémiai tanári ranggal és fizetéssel az akadémián szaktudományai köréből speciális kollégiumokat tartott.

## Munkája
- Latin-magyar szótár gymnasiumi használatra. Debreczen, 1870. (Szegedi Sándorral együtt.)